# La petroliera fantasma
La petroliera fantasma (Docteur Justice) è un film del 1975 diretto da Christian-Jaque.

## Trama
Una petroliera attracca al porto di Anversa ma, al momento dello scarico, i marinai si accorgono che inspiegabilmente il petrolio è stato sostituito con acqua di mare. Delle indagini viene incaricato il dottor Benjamin Justice, dei servizi segreti americani, che scopre il coinvolgimento di un certo Max ma questi riesce a catturarlo. Una volta liberatosi, con l'aiuto di una donna di nome Karine, arriverà fino in Sud America per scoprire il vero capo dell'organizzazione.